# HD 219828
HD 219828 är en ensam stjärna belägen i den mellersta delen av stjärnbilden Pegasus. Den har en skenbar magnitud av ca 8,04 och kräver åtminstone en stark handkikare eller ett mindre teleskop för att kunna observeras. Baserat på parallax enligt Gaia Data Release 2 på ca 13,6 mas, beräknas den befinna sig på ett avstånd på ca 239 ljusår (ca 73 parsek) från solen. Den rör sig närmare solen med en heliocentrisk radialhastighet på -24 km/s.

## Egenskaper
HD 219828 är en gul till vit underjättestjärna av spektralklass G0 IV. Den har en massa som är ca 1,2 solmassor, en radie som är ca 1,7 solradier och har ca 2,9 gånger solens utstrålning av energi från dess fotosfär vid en effektiv temperatur av ca 5 000 - 6 000 K.

## Planetsystem
År 2007 rapporarterade Melo en planet av Neptunusstorlek som kretsar kring stjärnan. Enligt författaren kan planeten, förutsatt att man antar en jordliknande stenplanet, ha en radie av 2,2 gånger jordens. Detta kunde ytterligare bevisas om transitering observerades, men som författarna säger är det en svår uppgift. Vid denna tidpunkt föreslogs att en bäst anpassad omloppsbana tyder på närvaro av en ytterligare planet (hittills obekräftad) med 70 procent av Jupiters massa, trolig omloppsseparation av 0,68 astronomiska enheter och en excentrisk bana (e = 0,3). År 2016 bekräftade ytterligare analyser av radiella hastighetsdata närvaro av en yttre planet som var större och mer excentrisk än man ursprungligen antagit. Med hög excentricitet och ett högt massförhållande mellan de två planeterna är systemet ganska unikt. Planeten HD 219828 c är också ett potentiellt mål för GAIA-astrometri eller atmosfärskarakterisering med direktavbildning eller spektroskopi med hög upplösning. 
| Planet | Massa           | Halv storaxel (AE) | Siderisk omloppstid (d) | Excentricitet   | Inklination | Radie |
| ------ | --------------- | ------------------ | ----------------------- | --------------- | ----------- | ----- |
| b      | ≥21,0 ± 1,4 M⊕  | 0,045 ±            | 3,834887 ± 0,000096     | 0,059 ± 0,036   | -           | -     |
| c      | ≥15,1 ± 0,85 MJ | 5,96 ±             | 4 791 ± 75              | 0,8115 ± 0,0032 | -           | -     |